# Consilia et Vota

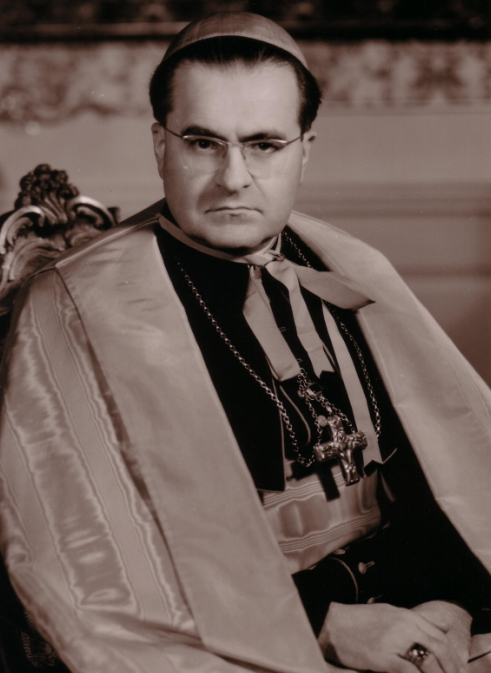
Julius Döpfner, Ende Juli 1964

Consilia et Vota (lat.: Ratschläge und Empfehlungen) ist ein Dokument im Zusammenhang mit dem Zweiten Vatikanischen Konzil. In diesem Dokument vom 6. November 1959 legte Kardinal Julius Döpfner, der im Verlauf des Konzils von Papst Paul VI. zu einem der vier Moderatoren berufen wurde, in der Vorbereitungsphase des Konzils seine Vorschläge zu den Zielen des Konzils dar.

## Hintergrund
Während der Erstellung der Consilia et Vota bat Döpfner die Theologen Hans Urs von Balthasar, Otto Karrer, Pater Paul Mianecki SJ und Herbert Roth SJ um unterstützende Gutachten. Hans Urs von Balthasar sah u. a. in der Ökumene das zentrale Anliegen des Konzils, sprach sich dafür aus, das Erste Vatikanische Konzil mit einer Klärung des Verständnisses von Kirche, vor allem in Bezug auf eine Stärkung des Bischofsamtes und eine Dezentralisierung der Kurie abzuschließen und sprach die spirituelle Ausbildung und Lebensweise von Klerus und Ordensleuten an. Otto Karrer empfahl, das Erste Vatikanische Konzil zu ergänzen, da durch Ex cathedra-Dogmatisierungen wie die Leibliche Aufnahme Mariens in den Himmel durch Papst Pius XII. im Jahr 1950 die Gefahr einer Autokratisierung drohe. Ein weiteres Thema war für Karrer das Verhältnis der Katholiken zum Protestantismus. Paul Mianecki SJ machte – basierend auf seinen Erfahrungen während der Generalkongregation der Jesuiten von 1959 – organisatorische Vorschläge wie zum Beispiel die Installation von Nationensprechern, da es nicht möglich sei, im Konzilsverlauf alle Bischöfe zu Wort kommen zu lassen, sowie die Einrichtung von Bischofskommissionen, die ausgewählte Themen behandeln sollten; die Kommissionen könnten zudem verhindern, dass römische Dienststellen das eine oder andere Thema unter den Tisch fallen lassen könnten. Herbert Roth SJ legte den Schwerpunkt auf die Stellung der Bischöfe, der Laien, der nichtkatholischen Christen, der ungetauften Kinder sowie die Frage nach einer Unionsmöglichkeit der Christenheit und weist damit Überschneidungen mit Döpfners Notizen auf.
Ein grundlegendes Anliegen von Döpfners Consilia et Vota war eine Konzentration auf das Wesentliche und die Klärung von Grundfragen. Dazu gehörte auch eine begrenzte Auswahl geeigneter Bischöfe. Zu den weiteren Punkten Döpfners gehörten eine zeitgemäße Dogmenentwicklung und ebenso eine der Zeit entsprechende Gestaltung des Kirchenrechts, die Frage nach dem Menschen, die Situation der Laien und die Ökumene. Das Konzil sollte u. a. das christliche Volk sittlich erneuern und die kirchliche Disziplin den Anforderungen der Zeit anpassen. Die Vorlage enthält bereits die bestimmenden Inhalte des Konzils.
Döpfners Stellungnahme „Consilia et vota“ sollte die erforderlichen Mittel darlegen, um die kirchlichen Lehraussagen der aktuellen Entwicklung anzupassen. Anders als bei früheren Konzilen sollten keine Irrlehren mehr verdammt werden, sondern diesmal die Welt betrachtet werden, die, durch den Zeitgeist bedingt, die Religion hasse, sowie die drohenden Gefahren, sobald der Mensch sich von der Religion abwendet, die Zersplitterung der Glaubensgemeinschaft bis hin zu Sekten, der in der DDR herrschende Materialismus (entsprechend Döpfners Erfahrungen in Berlin), wachsende Religiosität durch widrige äußere Umstände. Als Ziel beschrieb Döpfner eine Verkündigung der Menschenwürde durch die Kirche und eine Magna Charta der Menschenrechte. Die deutschen Bischöfe übernahmen einige von Döpfners Ideen in ihre allgemeine Stellungnahme vom 27. April 1960.
Während der Vorbereitung der Consilia et Vota bat Kardinal Augustin Bea SJ mit Schreiben vom 1. Mai 1959 Döpfner im Namen von Pascalina Lehnert, der Mitarbeiterin von Papst Pius XII. seit dessen Münchener Zeit, sich bei Papst Johannes XXIII. für eine Seligsprechung von Papst Pius XII. einzusetzen. Wie Döpfner am 20. Juni 1959 an Kardinal Josef Frings schrieb, hinterließ die Bitte bei ihm einen unguten Beigeschmack. Nach Einschätzung des Theologen Stephan Mokry hätte eine Seligsprechung von Papst Pius XII. in Bezug auf dessen Enzyklika Humani generis einen zu großen Schatten auf das Konzil geworfen, da diese sich gegen die Nouvelle Théologie und damit gegen jene Aufbrüche aussprach, die für das Konzil entscheidend werden sollten.
Basierend auf den Consilia et Vota fand im Frühjahr 1960 ein Votum der Bischöfe in Berlin statt. Das Netzwerk an Kontakten, das Döpfner in dieser Zeit aufbaute, sollte sich für das Konzil als entscheidend erweisen. Der Mainzer Bischof Albert Stohr wurde für dogmatische Fragen und der Trierer Bischof Matthias Wehr für disziplinarische Fragen bestimmt. Bei beiden holte Döpfner unterstützende Vorlagen ein, in denen beide jeweils Anregungen von Arbeitsgruppen zusammenstellten.
In der Vorlage von Bischof Stohr (unter wesentlicher Mitwirkung des Münsteraner Dogmatikprofessors Herman Volk) ging es um das Wesen der Kirche allgemein, wichtige Einzelaspekte wie zum Beispiel die Rolle der Bischöfe, um die Bedeutung des Wortes Gottes sowie um den Gottesdienst. Stohr betonte u. a. die Union der Christenheit mit dem Konzil und empfahl daher, kontroverse Themen besonders in der Mariologie zu vermeiden; ferner schlug er eine Aufwertung der Laien sowie – zwecks Miteinbeziehung der Gemeinde – den Vorzug der jeweiligen Muttersprache vor dem Lateinischen im Gottesdienst vor. Stohrs Votum fand Döpfners volle Zustimmung.
In den bischöflichen Anmerkungen der unter Bischof Wehr erstellten Vorlage De disciplina findet sich auch ein Schreiben Döpfners, in dem dieser auf die Punkte Feiertagskatalog, Kalenderreform bezüglich des Osterfestes, Kürzung der Kommunionspendeformel sowie Hinwendung des Pfarrers zur Gemeinde während des Gottesdienstes eingeht.
Am Ende des Bischofsvotums beschäftigte Döpfner sich im Hinblick auf das bevorstehende Gesamtdeutsche Votum mit der Bedeutung eines christlichen Menschenbildes in einer von Materialismus und Glaubensverlust geprägten Zeit. Dazu holte er ein Gutachten bei dem Frankfurter Moraltheologen Johannes Hirschmann SJ ein, da Döpfner erkannte, dass seine Sicht zum Thema zu einseitig von seinen Erfahrungen mit der DDR-Regierung in seiner Berliner Zeit geprägt war.